# Кольчатая сколопендра
Ко́льчатая сколопе́ндра (лат. Scolopendra cingulata) — вид губоногих многоножек из рода сколопендр (Scolopendra), один из самых распространённых в Южной Европе.

## Описание
Золотисто-жёлтые многоножки. Обитатели лесной подстилки, припочвенного яруса тёмных, каменистых и сырых мест. Длина 15—18 см. При этом это один из мельчайших представителей семейства Scolopendridae. Их яд также не столь токсичен, как у близких видов сколопендр. Достаточно быстро бегающая и агрессивная многоножка, хищник, способная атаковать. Потребляют почти любое животное, которое не больше её самой по размеру, от насекомых до мелких ящериц. Ест и мёртвых животных.

## Распространение
Широко распространены в южной Европе и странах Средиземноморского бассейна, включая Испанию, Францию, Италию, Грецию, Турцию на юге и востоке Украины, в Крыму, на Кавказе, а также в Северной Африке (Египет, Ливия, Марокко, Тунис).

## Фото

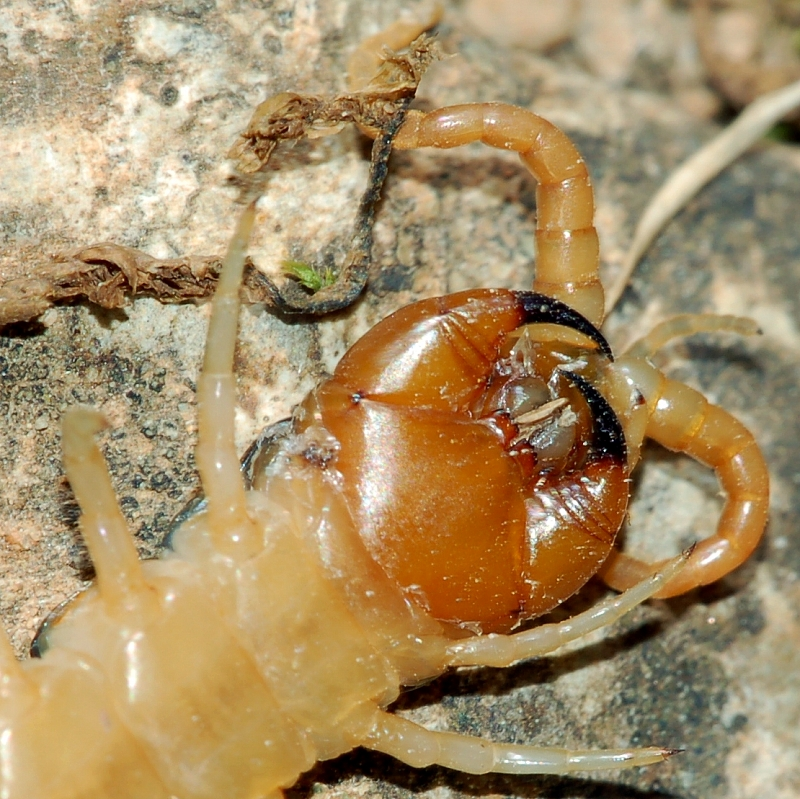
Голова и челюсти (вид снизу)
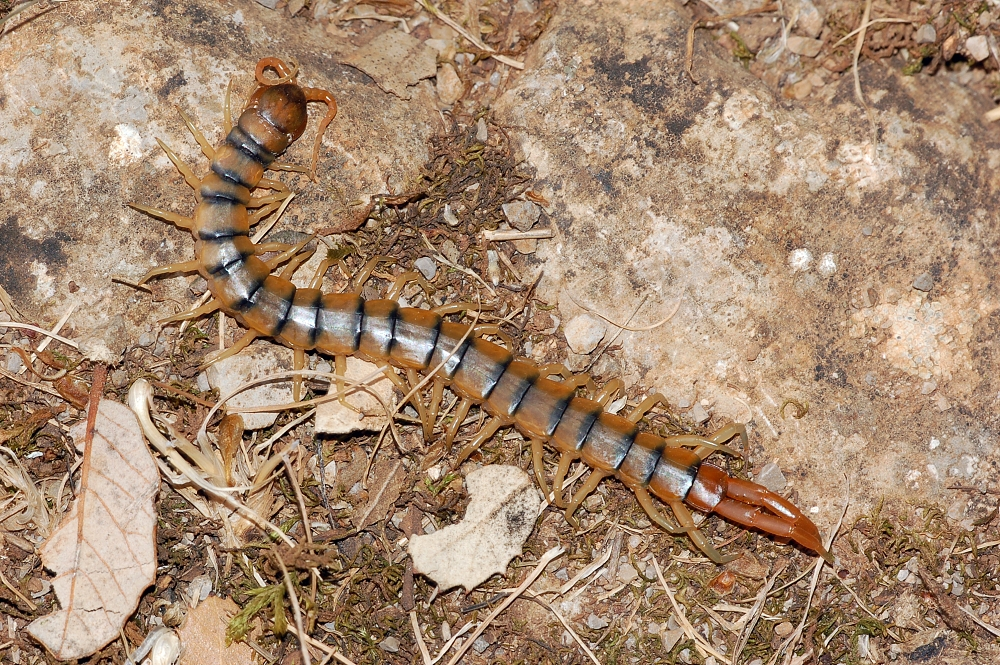
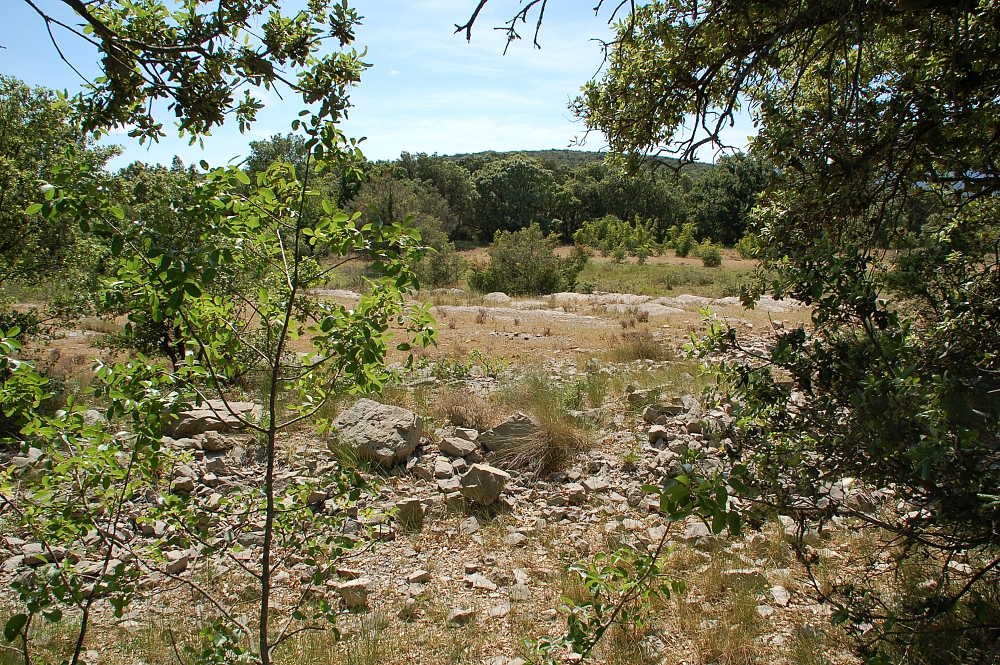
Типичное местообитание
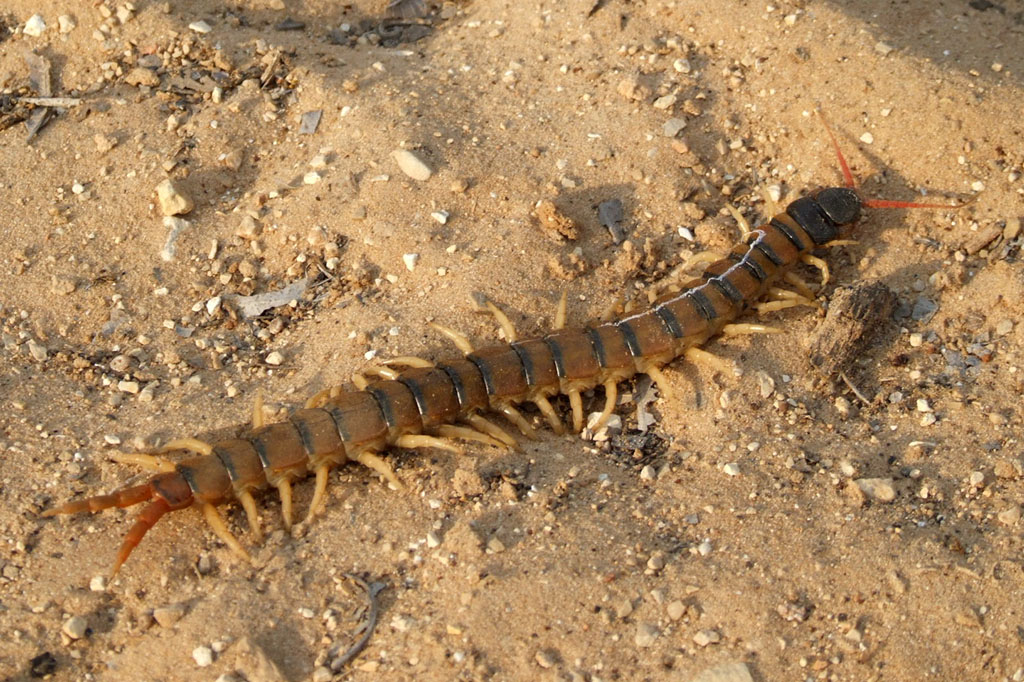
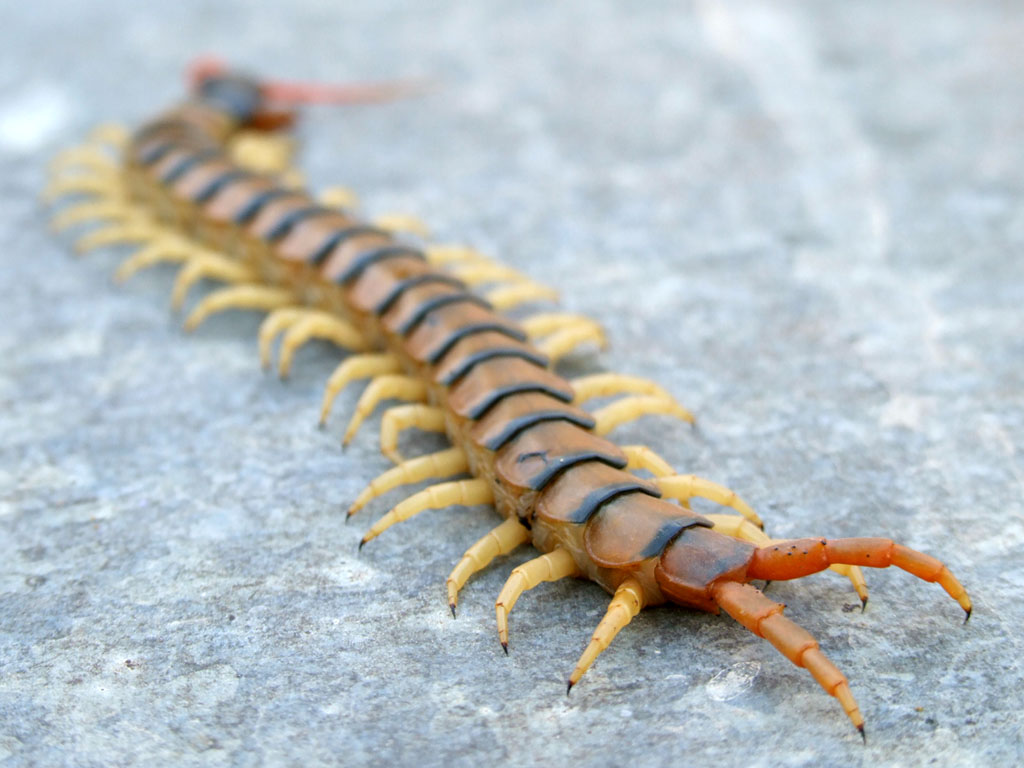
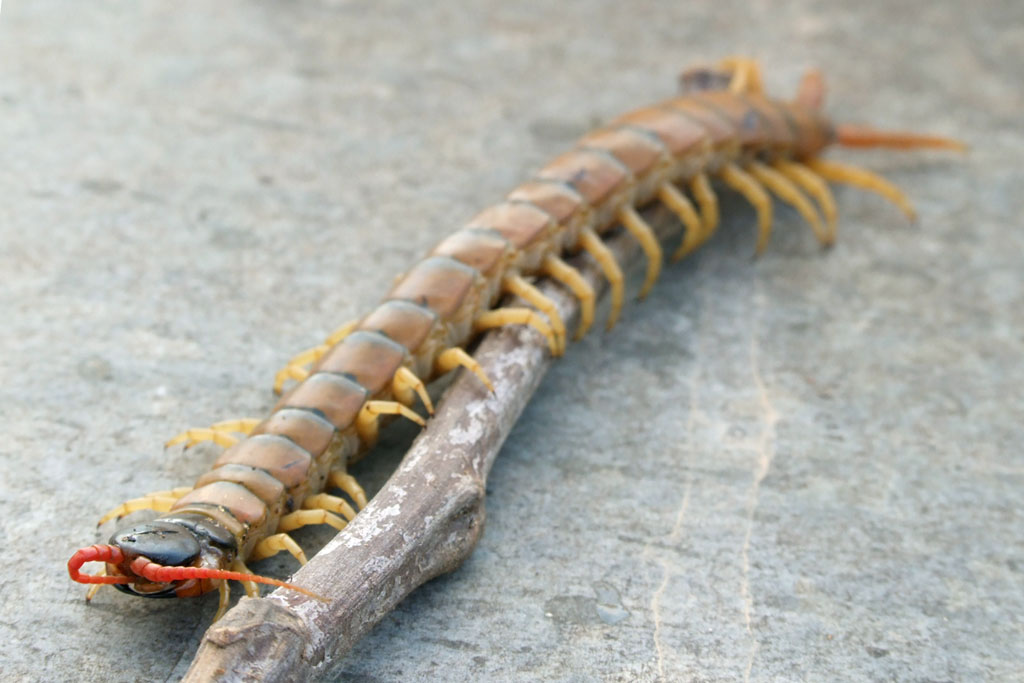
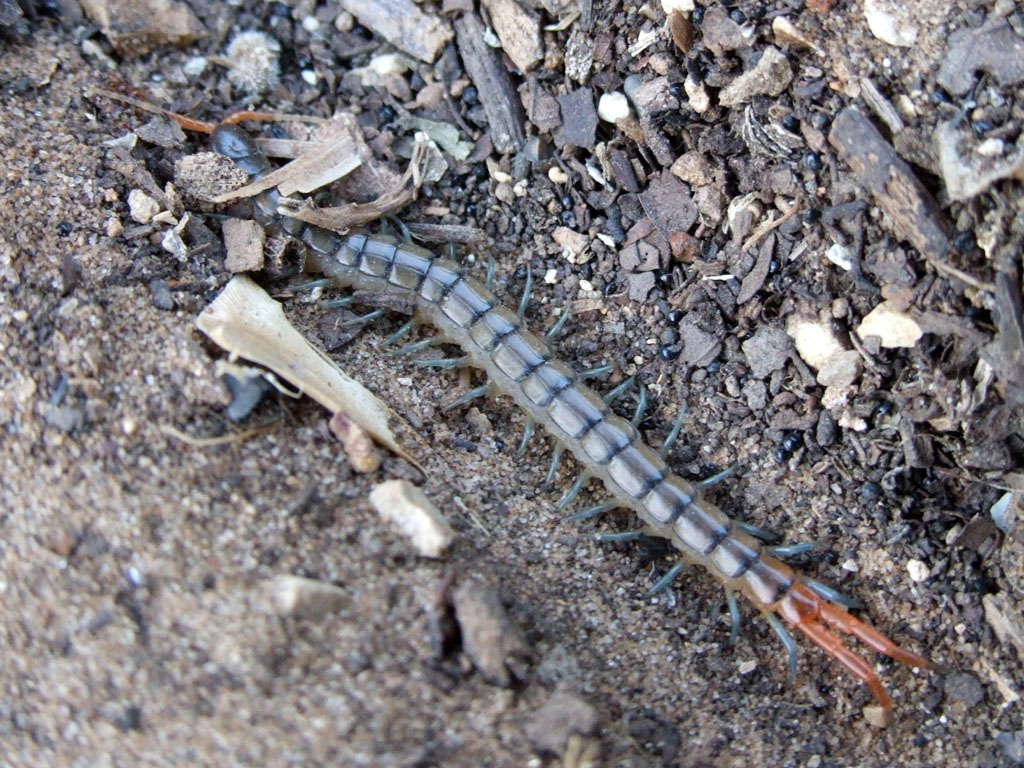